# L'Hermitière
L'Hermitière és un municipi francès situat al departament de l'Orne i a la regió de Normandia. L'any 2007 tenia 270 habitants.

## Demografia

### Població
El 2007 la població de fet de L'Hermitière era de 270 persones. Hi havia 91 famílies de les quals 16 eren unipersonals (12 homes vivint sols i 4 dones vivint soles), 28 parelles sense fills, 43 parelles amb fills i 4 famílies monoparentals amb fills.
La població ha evolucionat segons el següent gràfic:
Habitants censats

### Habitatges
El 2007 hi havia 131 habitatges, 94 eren l'habitatge principal de la família, 30 eren segones residències i 7 estaven desocupats. 126 eren cases i 5 eren apartaments. Dels 94 habitatges principals, 65 estaven ocupats pels seus propietaris i 30 estaven llogats i ocupats pels llogaters; 6 tenien dues cambres, 16 en tenien tres, 27 en tenien quatre i 46 en tenien cinc o més. 75 habitatges disposaven pel capbaix d'una plaça de pàrquing. A 37 habitatges hi havia un automòbil i a 52 n'hi havia dos o més.

### Piràmide de població
La piràmide de població per edats i sexe el 2009 era:
| Homes | Edats   | Dones |
| ----- | ------- | ----- |
| 0     | 95 o +  | 0     |
| 0     | 90 a 94 | 0     |
| 0     | 85 a 89 | 0     |
| 0     | 80 a 84 | 4     |
| 0     | 75 a 79 | 0     |
| 8     | 70 a 74 | 4     |
| 4     | 65 a 69 | 4     |
| 0     | 60 a 64 | 4     |
| 4     | 55 a 59 | 0     |
| 12    | 50 a 54 | 8     |
| 12    | 45 a 49 | 12    |
| 16    | 40 a 44 | 8     |
| 16    | 35 a 39 | 16    |
| 8     | 30 a 34 | 8     |
| 16    | 25 a 29 | 20    |
| 0     | 20 a 24 | 4     |
| 12    | 15 a 19 | 4     |
| 32    | 10 a 14 | 16    |
| 12    | 5 a 9   | 12    |
| 12    | 0 a 4   | 8     |

## Economia
El 2007 la població en edat de treballar era de 184 persones, 140 eren actives i 44 eren inactives. De les 140 persones actives 126 estaven ocupades (69 homes i 57 dones) i 14 estaven aturades (9 homes i 5 dones). De les 44 persones inactives 11 estaven jubilades, 17 estaven estudiant i 16 estaven classificades com a «altres inactius».

### Ingressos
El 2009 a L'Hermitière hi havia 95 unitats fiscals que integraven 266 persones, la mediana anual d'ingressos fiscals per persona era de 17.758 €.

### Activitats econòmiques
Dels 8 establiments que hi havia el 2007, 2 eren d'empreses de construcció, 2 d'empreses de comerç i reparació d'automòbils, 1 d'una empresa de transport, 1 d'una empresa financera i 2 d'empreses immobiliàries.
Dels 2 establiments de servei als particulars que hi havia el 2009, 1 era una fusteria i 1 agència immobiliària.
L'any 2000 a L'Hermitière hi havia 13 explotacions agrícoles que ocupaven un total de 492 hectàrees.

## Poblacions més properes
El següent diagrama mostra les poblacions més properes.